# Tărnava
Tărnava (bulgariska: Търнава) är ett distrikt i Bulgarien.   Det ligger i kommunen Obsjtina Bjala Slatina och regionen Vratsa, i den nordvästra delen av landet, 100 km norr om huvudstaden Sofia.